# 杨斯
杨斯（英文名：Bolo Yeung，1946年7月3日—），男，香港演员，多在武打電影中飾演反派角色，其得意作品包括李小龍的《龍爭虎鬥》和尚-克勞德·范·達美的《拳霸天下》。

## 生平

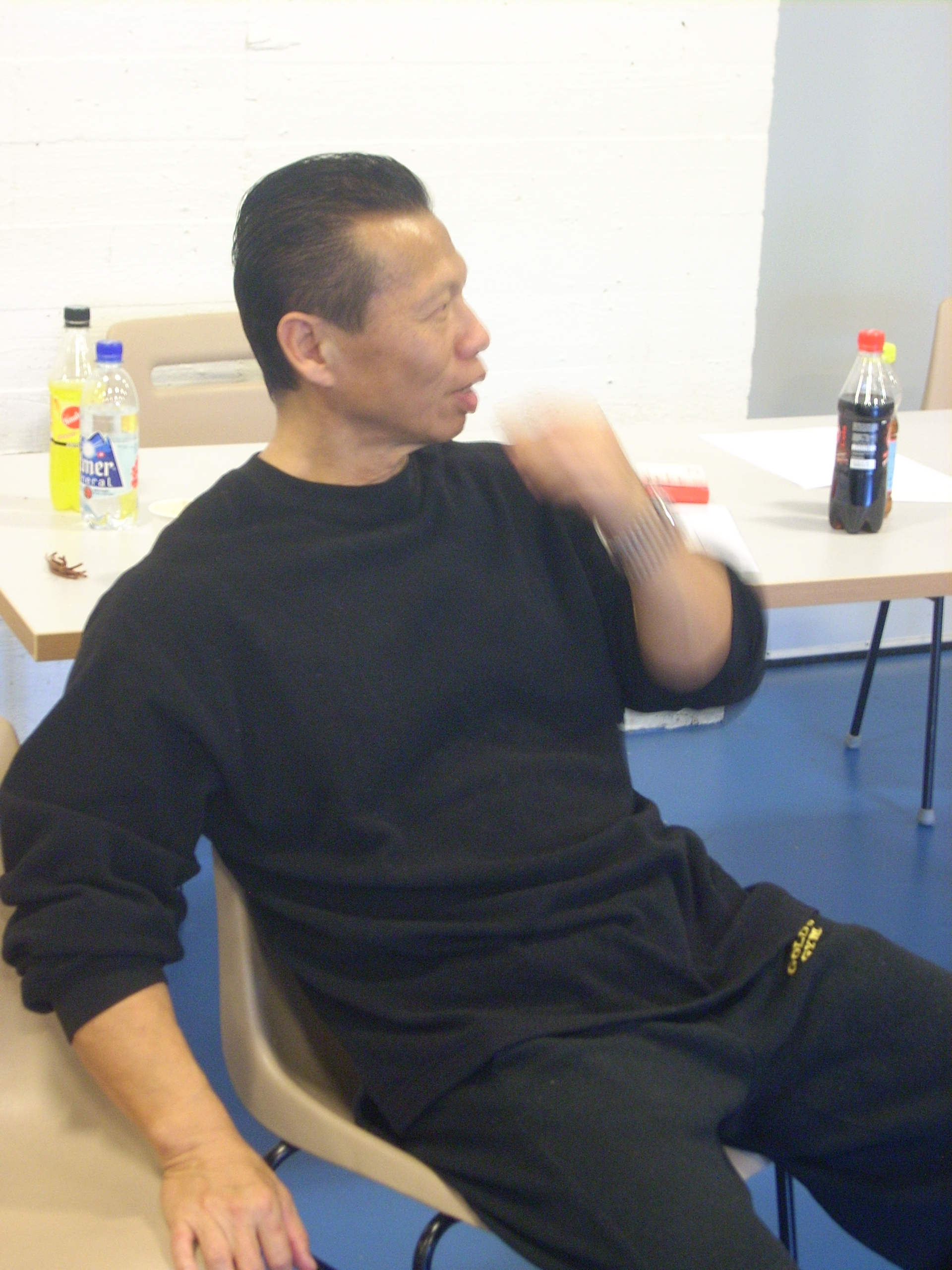

杨斯生于广东梅縣，十歲開始習武，先後跟隨多名師傅，懂得多派武功，及後涉足健美，曾經蟬聯香港健美先生殊榮達十年之久。出眾的體格為他在邵氏電影中帶來了不少演出的機會。後來曾於荷里活拍攝武打片，其中代表作為1988年《拳霸天下》。
楊斯現居於美國，為美國華人健美聯合會主席。

## 逸事
楊斯在雲絲頓香煙廣告的拍攝中認識了李小龍，二人從此成為好朋友。

## 作品
- 《遊俠兒》：1970
- 《十三太保》：1970
- 《女殺手》：1971
- 《雙俠》：1971
- 《惡客》：1972
- 《天下第一拳》：1972
- 《群英會》：1972
- 《年輕人》：1972
- 《十四女英豪》：1972
- 《仇連環》：1972
- 《忘命徒》：1972
- 《龍爭虎鬥》：1973
- 《李小龍的生與死》：1973
- 《潮州拳王》：1974
- 《蕩寇誌》：1975
- 《香港超人大破摧花黨》：1975
- 《龍拳精武指》：1976
- 《鱷潭群英會》：1976
- 《激殺！邪道拳》：1977
- 《蛇形三傑》：1977
- 《荷蘭賭人頭》：1978
- 《大路強人》：1978
- 《文打（英语：Writing Kung Fu）》：1979
- 《黃金喋血》：1979
- 《雜家高手（英语：The Dragon, the Hero）》：1979
- 《蛇形醉步》：1980
- 《醉蛇小子》：1980
- 《神威三猛龍（英语：The Clones of Bruce Lee）》：1980
- 《鬼馬智多星》：1981
- 《凶終》：1982
- 《伙頭小子》：1982
- 《空心大少爺》：1983
- 《伊人再見》：1984
- 《福星高照》：1985
- 《歡場》：1985
- 《富貴列車》：1986
- 《最佳福星》：1986
- 《龍在江湖》：1986
- 《用愛捉伊人》：1987
- 《拳霸天下》：1988
- 《最後一擊》：1989
- 《少林達摩》：1990
- 《絕地雙尊》：1991
- 《血染紅塵》：1992
- 《Tiger Claws（英语：Tiger Claws）》：1992
- 《TC 2000（英语：TC 2000 (film)）》：1993
- 《Fearless Tiger（英语：Fearless Tiger）》：1994
- 《Tiger Claws 2》：1997

## 伸延閱讀
- Hong Kong Action Cinema by Bey Logan (21 Sep 1995)
- Martial Arts Illustrated (UK), 1990 September, Vol 3, Num 4
- Inside Kung Fu, 1991 September, Vol 18, Num 9
- Inside Kung Fu, 1992 June, Vol 19, Num 6
- Martial Arts Illustrated (UK), 1992 November, Vol 5, Num 6
- Inside Karate, 1993 January, Vol 14, Num 1
- Masters of Kung Fu, 1993 December, Vol 1, Num 7
- Inside Karate, 1994 March, Vol 15, Num 3